# James King
James King (22 de mayo de 1925 - 20 de noviembre de 2005) nacido en Dodge City, Kansas, considerado uno de los mejores tenores heroicos de posguerra, se destacó en las óperas de Wagner y Richard Strauss.
Estudió en la Universidad Estatal de Luisiana y la Universidad de Kansas City, comenzando su carrera como barítono. Estudió con Martial Singher y con Max Lorenz y en 1961 cambió a registro tenor ganando el concurso de Cincinnati y debutando como Don José en Carmen en San Francisco junto a Marilyn Horne.

## Europa
Viajó a Europa, donde debutó como Cavaradossi en Tosca en Florencia, 1961. En 1962 debutó en el Festival de Salzburgo en Iphigenie in Aulis de Gluck con Christa Ludwig. Entre 1962 y 1965 formó parte del elenco de la Deutsche OperBerlín y en la Ópera Estatal de Viena, que serían sus principales centros de actuación y en el Festival de Bayreuth entre 1965-75 siendo el Siegmund favorito de posguerra, especialmente junto a la Sieglinde de Leonie Rysanek.

## Metropolitan Opera
En 1966 debutó en el viejo Metropolitan Opera de New York como Fidelio junto a Birgit Nilsson dirigidos por Karl Böhm. El mismo año participa en la primera producción de Die Frau ohne Schatten de Strauss en el nuevo Met del Lincoln Center junto a Leonie Rysanek, Christa Ludwig y Walter Berry dirigidos por Böhm.
En esa sala canta Radamés, Egisto, Calaf, Sigmundo, Bacchus, Don José, Walther, Lohengrin y Captain Vere en Billy Budd. Su última aparición en el Met es como Egisto en Elektra en 1994.
Además de París, Filadelfia, San Francisco, Chicago, Londres (entre 1966-76) y La Scala en 1971 debutó en el Teatro Colón de Buenos Aires como Sansón y Radamés (con Martina Arroyo como Aida y Fiorenza Cossotto como Amneris), regresando en 1981 como Siegmund en La Valquiria.
Otros personajes que interpretó fueron Canio, Manrico, Max, Apolo, Otello, Paul (Die tote Stadt) y finalmente como el Tambor Mayor de Wozzeck que cantó en Viena 1981, Covent Garden, 1984 y el Metropolitan, 1990.
Su última aparición quedó registrada en la Gala para James Levine en el Metropolitan en 1996.

## Otros datos
En reconocimiento fue nombrado Kammersänger (Cantante de la corte) en Viena, Múnich y Berlín.
Se dedicó a la enseñanza en la Universidad de Indiana entre 1984 y 2002.
Escribió su autobiografía "Nun sollt Ihr mich befragen" (Henschel, Berlín)
Se casó en tres ocasiones y tuvo cinco hijos. Murió de un ataque al corazón en Naples (Florida) donde se había retirado.

## Discografía referencial

### En CD
- Beethoven - Fidelio - Gwyneth Jones, Edith Mathis, Peter Schreier, Theo Adam, Franz Crass, Martti Talvela, Staatskapelle Dresden, Karl Böhm
- Beethoven - Fidelio - Christa Ludwig, Edith Mathis, Donald Grobe, Ingvar Wixell, Franz Crass, Hans Hotter, Wiener Philharmoniker, Karl Böhm
- Beethoven - Fidelio - Hildegard Behrens, Lucia Popp, Donald McIntyre, Oskar Hilldebrandt, Bayern Staatsoper, Karl Böhm
- Beethoven - Symphonie No. 9 - Joan Sutherland, Marilyn Horne, Martti Talvela, Wiener Philharmoniker, Hans Schmidt-Isserstedt
- Bizet - Carmen - Christa Ludwig, Jeannette Pilou, Eberhard Wächter, Lorin Maazel, Viena
- Glück - Iphigenie in Aulis - Christa Ludwig, Inge Borkh, Walter Berry, Otto Edelmann, Wiener Philharmoniker, Karl Böhm
- Hindemith - Mathis der Maler - Ursula Koszut, William Cochran, Dietrich Fischer-Dieskau, Bayerischen Rundfunks, Rafael Kubelík
- Mahler - Das Lied von der Erde - Dietrich Fischer-Dieskau, Wiener Philharmoniker, Leonard Bernstein
- Mahler - Das Lied von der Erde - Janet Baker, Concertgebouw, Bernard Haitink
- Mozart - Die Zauberflöte - Evelyn Lear, Roberta Peters, Fritz Wunderlich, Dietrich Fischer-Dieskau, Deutsche Oper, Karl Böhm
- Puccini - Madama Butterfly - Maria Chiara, Trudeliese Schmidt, Hermann Prey, Münchner Rundfunkorchester, Giuseppe Patanè
- Puccini - Tosca - Anja Silja, Dietrich Fischer-Dieskau, Accademia di Santa Cecilia, Lorin Maazel (en alemán)
- Saint-Saëns - Samson et Dalila - Christa Ludwig, Bernd Weikl, Alexander Malta, Münchner Rundfunkorchester, Giuseppe Patanè
- Schmidt - Notre-Dame - Gwyneth Jones, J Horst Laubenthal, Hartmut Welker, Kurt Moll, Cristoph Perick
- R.Strauss - Ariadne auf Naxos - Gundula Janowitz, Sylvia Geszty, Teresa Zylis Gara, Peter Schreier, Hermann Prey, Staatskapelle Dresden, Rudolf Kempe
- R. Strauss - Ariadne auf Naxos - Hildegard Behrens, Edita Gruberová, Trudeliese Schmidt, James King, Wiener Philharmoniker, Karl Böhm
- R. Strauss - Ariadne auf Naxos - Leonie Rysanek, Jeanette Scovotti, Tatiana Troyanos, Wiener Staatsoper, Karl Böhm
- R. Strauss - Daphne - Hilde Güden, Vera Little, Fritz Wunderlich, Paul Schöffler, Wienert Philharmoniker, Karl Böhm
- R. Strauss - Elektra - Astrid Varnay, Hildegard Hillebrecht, Martha Mödl, Eberhard Wächter, Wiener Philharmoniker, Herbert von Karajan
- R. Strauss - Die Frau ohne Schatten - Leonie Rysanek, Birgit Nilsson, Ruth Hesse, Walter Berry, Wiener Philharmoniker, Karl Böhm
- R. Strauss - Die Frau ohne Schatten - Leonie Rysanek, Christa Ludwig, Ruth Hesse, Walter Berry, Wiener Philharmoniker, Karl Böhm
- R. Strauss - Die Frau ohne Schatten - Ingrid Bjoner, Birgit Nilsson, Astrid Varnay, Dietrich Fischer-Dieskau, Bayerische Staatsoper, Wolfgang Sawallisch
- R. Strauss - Salome - Montserrat Caballé, Regina Resnik, Richard Lewis, James King (Narraboth), Sherrill Milnes, London Symphony Orchestra, Erich Leinsdorf
- Wagner - Der Fliegende Holländer (escenas)- Evelyn Lear, James King, Thomas Stewart, Kim Borg, Bamberger Symphoniker, Hans Löwlein
- Wagner - Der Fliegende Holländer - Anja Silja, Anneliese Burmeister, James King, Theo Adam, Martti Talvela, Philharmonia, Otto Klemperer
- Wagner - Lohengrin - Gundula Janowitz, Gwyneth Jones, Thomas Stewart, Karl Ridderbusch, Bayerischen Rundfunks, Rafael Kubelík
- Wagner - Parsifal - Gwyneth Jones, Donald McIntyre, Thomas Stewart, Franz Crass, Karl Ridderbusch, Bayreuther Festspiele, Pierre Boulez
- Wagner - Parsifal - Yvonne Minton, Franz Mazura, Bernd Weikl, Kurt Moll, Bayerische Rundfunk, Rafael Kubelik
- Wagner - Die Walküre - Leonie Rysanek, Birgit Nilsson, James King, Theo Adam, Gerd Nienstedt, Bayreuther Festspiele, Karl Böhm
- Wagner - Die Walküre - Régine Crespin, Birgit Nilsson, Christa Ludwig, James King, Hans Hotter, Gottlob Frick, Wiener Philharmoniker, Georg Solti
- Weber - Der Freischütz - Gundula Janowitz, James King, Wiener Staatsoper, Karl Böhm
- Wagner/Weber/Beethoven - Arias (Max, Florestan, Tannhäuser, Walther, Rienzi) - James King, Wiener Staatsoper, Dietfried Bernet

### En DVD
- Beethoven - Fidelio - Gwyneth Jones, Gustav Neidlinger, Josef Greindl, Martti Talvela, Deutsche Opera, Karl Böhm
- R. Strauss - Elektra - Eva Marton, Cheryl Studer, Brigitte Fassbaender, Franz Grundherber, Wiener Staatsoper, Claudio Abbado
- R. Strauss - Ariadne auf Naxos - Jessye Norman, Kathleen Battle, Tatiana Troyanos, Metropolitan Opera, James Levine